# Comuna Șupîkî, Bohuslav
Șupîkî (în ucraineană Шупики) este o comună în raionul Bohuslav, regiunea Kiev, Ucraina, formată din satele Karandînți, Șupîkî (reședința) și Tunîkî.

## Demografie
Componența lingvistică a comunei Șupîkî
     Ucraineană (97,93%)
     Rusă (2,07%)
Conform recensământului din 2001, majoritatea populației comunei Șupîkî era vorbitoare de ucraineană (97,93%), existând în minoritate și vorbitori de rusă (2,07%).